# Тремитуса
Тремиту̀са (на гръцки: Τρεμιθούσα) е село в Кипър, окръг Пафос. Според статистическата служба на Република Кипър през 2001 г. селото има 566 жители.
Намира се на 7 км северно от Пафос.